# Шевченково (Краснокутский район)
Шевченково (укр. Шевченкове) — село,
Качаловский сельский совет,
Краснокутский район,
Харьковская область, Украина.
Код КОАТУУ — 6323581710. Население по переписи 2001 года составляет 21 (10/11 м/ж) человек.

## Географическое положение
Село Шевченково находится на берегу безымянной пересыхающей речушки с запрудой,
ниже по течению примыкает к селу Бузовое.

## История
- 1851 — дата основания.

## Название
В 1920-х — начале 1930-х годов в области прошла «волна» переименований значительной части населённых пунктов, в «революционные» названия — в честь Октябрьской революции, пролетариата, сов. власти, Кр. армии, социализма, Сов. Украины, деятелей «демократического движения» (Т. Шевченко) и новых праздников (1 мая и других) Это приводило к путанице, так как рядом могли оказаться сёла с одинаковыми новыми названиями — например, Первое, Второе и просто Шевченково.